# Stazione di Cortina d’Ampezzo
Stazione di Cortina d'Ampezzo 1964-ben bezárt vasútállomás Olaszországban, Veneto régióban, Cortina d’Ampezzo településen.

## Vasútvonalak
Az állomást az alábbi vasútvonalak érintették:
- Dolomit-vasút

## Kapcsolódó állomások
A vasútállomáshoz az alábbi állomások vannak a legközelebb: 